# Hestiochora furcata
Hestiochora furcata là một loài bướm đêm thuộc họ Zygaenidae. Nó được tìm thấy ở miền nam Queensland through New South Wales to Victoria và Nam Úc.
Chiều dài cánh trước là 7.5–11 mm đối với con đực và 8-12.5 mm đối với con cái. Con trưởng thành bay từ tháng 11 đến tháng 2, có thể làm một đợt per year.